# 香港多彩海蛞蝓
香港多彩海蛞蝓（学名：Verconia hongkongiensis）是一種裸鰓類多彩海牛科的海蛞蝓:297，於香港首先被發現，模式地點位於西貢橫洲:297。